# Tanahjampeamonark
Tanahjampeamonark (Symposiachrus everetti) är en starkt utrotningshotad fågel i familjen monarker som förekommer på en enda ö i Indonesien.

## Utseende och läten
Tanahjampeamonarken är en 14 cm lång, praktfullt tecknad flugsnapparliknande fågel. Den är svart på huvud, bröst och ovansida, vit på undersida, övergump och yttre halvan av yttre stjärtfjädrarna. Ungfågeln är gråare och brunare, ibland med rostfärgad övergump. Bland lätena hörs en sorgesam, något darrande vissling och hårda, grälande toner.

## Utbredning och systematik
Fågeln förekommer enbart på ön Tanahjampea i Floressjön. Den placerades liksom många andra monarkarter i släktet Monarcha, men genetiska studier visar att den endast är avlägset släkt och bryts nu tillsammans med ett stort antal andra arter ut till släktet Symposiachrus. Den behandlas som monotypisk, det vill säga att den inte delas in i några underarter.

## Status
IUCN kategoriserar arten som starkt hotad.